# Ildephonse Stocquart
Ildephonse Stocquart, né le 18 juillet 1819 à Grammont et mort le 7 novembre 1889 à Saint-Josse-ten-Noode, est un peintre et un graveur belge, connu pour ses paysages, ses représentations animalières et ses scènes de genre.
Il expose régulièrement aux salons triennaux belges, de 1840 à 1883, à deux expositions des maîtres vivants aux Pays-Bas, de même qu'à trois Salons de Paris, et à l'Exposition universelle de 1855 de Paris. Ses œuvres sont notamment conservées aux Musées royaux des Beaux-Arts de Belgique, au Rijksmuseum Amsterdam et au Musée de l'Ermitage à Saint-Pétersbourg. 

## Biographie

### Famille
Ildephonse Stocquart, né à Grammont le 18 juillet 1819, est le premier des douze enfants de Jean Antoine Stocquart (1794-1859), instituteur et libraire, et de Marie Thérèse Menschaert (1797-1875), tous deux natifs de Grammont, où ils se sont mariés le 20 janvier 1819. Ildephonse Stocquart épouse à Saint-Josse-ten-Noode le 12 septembre 1865 Marie Elisa Daubechies (1827-1882), rentière, native d'Ormeignies.

### Formation
Ildephonse Stocquart est étudiant à l'Académie royale des beaux-arts d'Anvers et bénéficie, de 1837 à 1839, d'une bourse annuelle. Il est également successivement élève des peintres Julien Ducorron, Eugène de Block, avant 1841, puis d'Henri Van der Poorten.

### Carrière
Durant sa carrière, il participe à 37 salons triennaux belges de 1840 à 1883. Son premier envoi, Vue sur la Dendre aux environs de Grammont, est exposé au Salon d'Anvers de 1840. En 1851, il quitte Anvers afin de s'installer rue Traversière à Saint-Josse-ten-Noode.
Il est présent à deux expositions des maîtres vivants aux Pays-Bas, de même qu'à trois Salons de Paris, et à l'Exposition universelle de 1855 de Paris.
Ildephonse Stocquart meurt, à l'âge de 70 ans, rue Traversière, no 22, dans sa demeure à Saint-Josse-ten-Noode, le 7 novembre 1889.

## Œuvre

### Réception critique

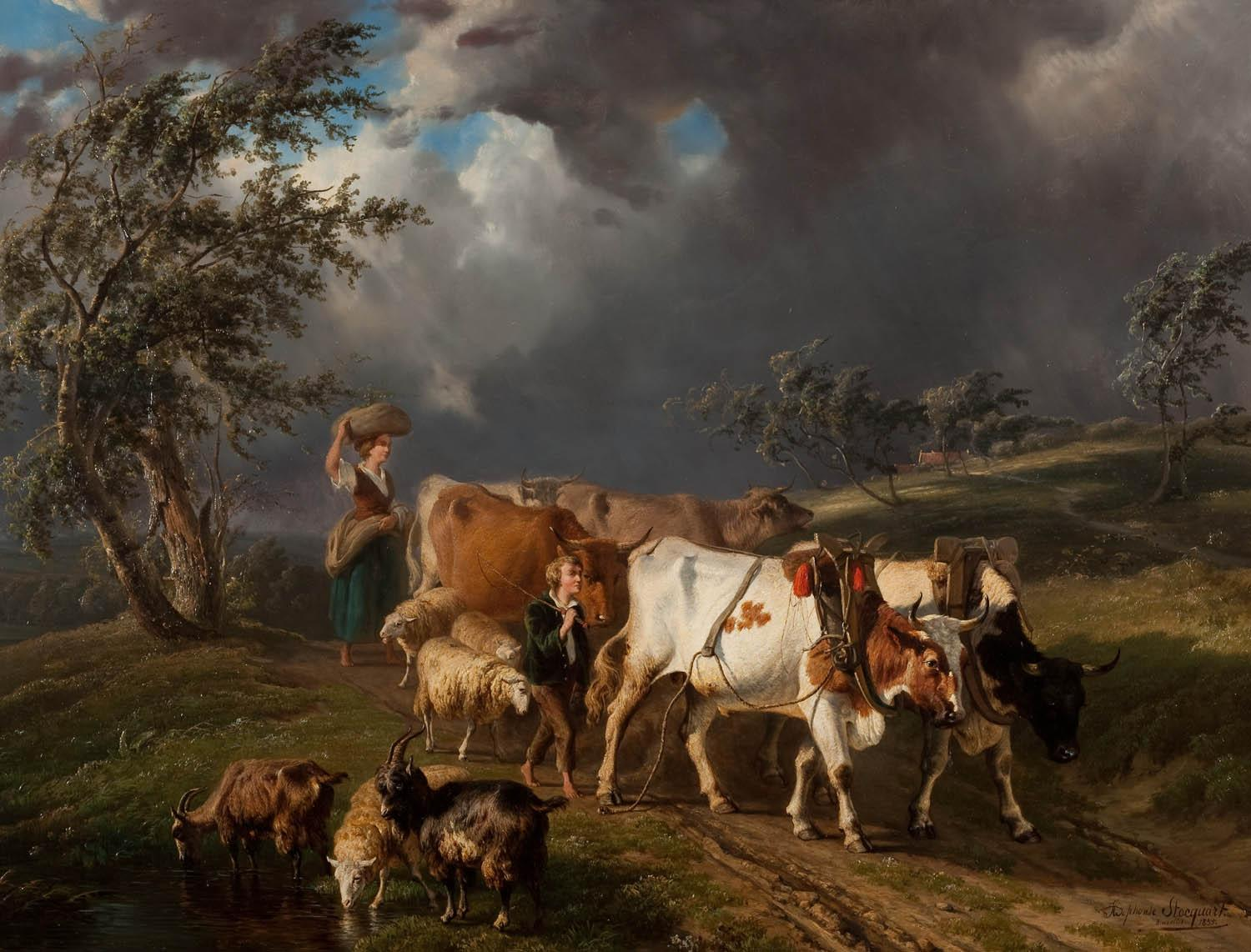
La Fuite avant l'orage (1855), exposé au Salon de Bruxelles de 1857.

Ildephonse Stocquart est connu pour ses paysages, ses représentations animalières et ses scènes de genre. Il peint le plus souvent dans les environs de Grammont, au Pays de la Dendre, sa région natale.
Tandis que la critique de ses paysages au Salon de Bruxelles de 1848 est plutôt favorable, elle se montre plus sévère pour les œuvres exposées l'année suivante au Salon d'Anvers : L'Indépendance belge estime qu'il possédait un sentiment du coloris auquel ne s'alliait malheureusement pas une exécution assez sévère. Ses défauts sont devenus plus sensibles et M. Stocquart abuse d'une certaine facilité qui arrête beaucoup d'artistes dans leur essor. Il peint d'inspiration au lieu d'imiter la nature.
À l'Exposition universelle de 1855 à Paris, Ildephonse Stocquart envoie trois œuvres : Troupeau à l'abreuvoir, Le Retour du troupeau à l'approche de l'orage et Pâturage dans les Flandres. Le critique français Jules Lecomte écrit que le peintre « aime le bétail et en fait les portraitures avec beaucoup de vérité. Je souhaite à tous les veaux son Pâturage dans les Flandres. »
Au Salon de Bruxelles de 1857, le journaliste franco-belge Eugène Landoy regrette que Approche de l'orage soit mal placé car M. Stocquart y a savamment peint un tronc d'arbre, des bestiaux très étudiés et la menace bien traduite d'un orage prochain.

### Expositions

#### Salons triennaux belges

##### 1840 - 1849
- Salon d'Anvers de 1840 : Vue sur la Dendre aux environs de Grammont[4].
- Salon de Bruxelles de 1842 : Vue prise aux environs de Grammont et Vue prise en Flandre[11].
- Salon d'Anvers de 1843 : Terrasse, vue prise sur les bords de la Dendre, Vue aux environs de Grammont et Jeune taureau et vaches au pâturage[12].
- Salon de Gand (XIX) de 1844 : Paysage ; le pont de bois et Paysage ; l'église du village[13].
- Salon de Bruxelles de 1845 : Site boisé au bord d'un marais et La Chapelle au bois[14].
- Salon d'Anvers de 1846 : Le Cabaret de village, Approche de l'orage et Étude d'arbres[15].
- Salon de Gand (XX) de 1847 : Étude d'arbre, vers le soir et Intérieur de ferme, étude[16].
- Salon de Bruxelles de 1848 : La Sortie du bois ; paysage avec animaux, Intérieur de forêt et Étude de paysage avec animaux[17].
- Salon d'Anvers de 1849 : Troupeau de bestiaux traversant un gué, vallée de la Lesse, Vue prise aux environs de Grammont, Le Chemin de la chapelle et Vallée de l'Escaut en Flandre[18].

##### 1850 - 1859
- Salon de Gand (XXI) de 1850 : Un soir d'automne ; marais et Bestiaux dans les polders, aux environs d'Anvers[19].
- Salon de Bruxelles de 1851 : Troupeau traversant une forêt[5].
- Salon d'Anvers de 1852 : Troupeau au passage d'un gué sur la lisière d'un bois, Bœufs et chèvre au pâturage et Le Soir ; passage d'un gué[20].
- Salon de Gand (XXII) de 1853 : Animaux; effet de soleil couchant[21].
- Salon de Bruxelles de 1854 : Troupeau à l'abreuvoir, Animaux au pâturage, Troupeau à l'approche de l'orage et Animaux sur un tertre[22].
- Salon d'Anvers de 1855 : Bétail au repos et Retour du troupeau à la ferme[23].
- Salon de Gand (XXIII) de 1856 : Vaches et mouton et Un pré dans la Bretagne[24].
- Salon de Bruxelles de 1857 : Approche de l'orage et Matinée d'automne ; vue prise aux environs de Grammont[25].
- Salon d'Anvers de 1858 : Pendant la paix. Anvers juillet 1856, Matinée d'automne en Flandre, Approche de l'orage, pays de Liège, Troupeau près d'un puits et Vue prise dans la province de Brabant[26].
- Salon de Gand (XXIV) de 1859 : Bestiaux au repos et Animaux et figures[27].

##### 1860 - 1869
- Salon de Bruxelles de 1860 : Bétail au repos[28].
- Salon d'Anvers de 1861 : Troupeau au repos, le soir, près d'une chaumière, Passage du gué, Bétail au pâturage, près d'une barrière et Jeune taureau au pâturage[29].
- Salon de Bruxelles de 1863 : Troupeau à l'entrée d'une forêt, Prairie à l'approche de l'orage et Chemin sous l'ombrage[30].
- Salon d'Anvers de 1864 : Prairie dans les Flandres, Lisière d'une forêt, Abords d'une prairie en Flandre, Bétail au repos sous l'ombrage, Soirée d'automne dans le midi de la France et Le Matin, passage d'un gué[31].
- Salon de Bruxelles de 1866 : L'Abreuvoir, Lisière de forêt et L'Agneau chéri[32].
- Salon de Gand (XXVII) de 1868 : Prairie le soir[33].

##### 1870 - 1879
- Salon d'Anvers de 1870 : Soir d'été et Mauvais temps[34].
- Salon de Gand (XXVIII) de 1871 : Troupeau au retour, Repos sous l'ombrage et Le Chemin du village, le soir[35].
- Salon de Bruxelles de 1872 : Marché au bétail à Grammont et Prairie[36].
- Salon d'Anvers de 1873 : Matinée d'automne et Attelage de bœufs (aquarelles)[37].
- Salon de Gand de 1874 (XXIX) : Le Matin et Attelage de bœufs pendant la moisson[38].
- Salon de Bruxelles de 1875 : Bétail au repos et Prairie au printemps[39].
- Salon d'Anvers de 1876 : Vue de Flandre[40].
- Salon de Gand (XXXe) de 1877 : [titre de l'œuvre][Lequel ?][41].
- Salon de Bruxelles de 1878 : Troupeau au repos[42].
- Salon d'Anvers de 1879 : Matinée d'automne et Attelage de bœufs[43].

##### 1880 - 1889
- Salon de Bruxelles de 1881 : Sortie de l'étable (aquarelles)[44].
- Salon de Gand de 1883 (XXXII) : Le Matin et La Prairie[45].

#### Expositions en France
- Exposition universelle de 1855 : Troupeau à l'abreuvoir, Le Retour du troupeau à l'approche de l'orage et Pâturage dans les Flandres[6].
- Salon de Paris de 1861 : Le Repos au pâturage[46].
- Salon de Paris de 1864 : Prairie pendant l'orage et Troupeau à l'entrée d'une forêt[47].
- Salon des artistes français, Paris, 1880 : Retour de l'étable[48].

#### Expositions aux Pays-Bas
- Exposition des maîtres vivants à La Haye en 1845 : Une église de campagne dans un paysage boisé et Paysage d'automne[49].
- Exposition des maîtres vivants à La Haye en 1857 : Un paysage d'automne avec du bétail se reposant, Un troupeau de bovins sortant de l'étable et Troupeau se reposant sous un arbre[50].

### Collections muséales
- Musées royaux des Beaux-Arts de Belgique (Bruxelles) : 
  - Paysage avec animaux (s.d.), huile sur bois, inventaire no 3161, format 36,5 × 53,5 cm, don de la famille de l'artiste, Bruxelles, 1889[51].
- Rijksmuseum Amsterdam : 
  - 23 gravures représentant pour la plupart des paysages avec des animaux[52].
- Musée de l'Ermitage, Saint-Pétersbourg : 
  - Paysage avec animaux (s.d.), huile sur panneau, format 39 × 52 cm, inventaire no 8347, entré au musée en 1939, en provenance d'une collection privée[53].

### Biographie
- Patrick Berko et Viviane Berko, Dictionnaire des peintres d'animaux belges et hollandais nés entre 1750 & 1880, Knokke, Berko, coll. « Fine Arts », 1998, 545 p. (ISBN 978-9027452405).